# Marsupella badensis
Marsupella badensis là một loài Rêu trong họ Gymnomitriaceae. Loài này được Schiffner mô tả khoa học đầu tiên..